# Fechtweltmeisterschaften 1998
Die 46. Fechtweltmeisterschaften fanden 1998 in La Chaux-de-Fonds statt. Es wurden zehn Wettbewerbe ausgetragen, sechs für Herren und vier für Damen.

## Herren

### Florett, Einzel
| Platz | Land | Sportler           |
| ----- | ---- | ------------------ |
| 1     | UKR  | Serhij Holubyzkyj  |
| 2     | CUB  | Elvis Gregory      |
| 3     | POL  | Piotr Kiełpikowski |
|       | ITA  | Salvatore Sanzo    |

### Florett, Mannschaft
| Platz | Land       | Sportler                                                             |
| ----- | ---------- | -------------------------------------------------------------------- |
| 1     | Polen      | Adam Krzesiński, Sławomir Mocek, Ryszard Sobczak, Piotr Kiełpikowski |
| 2     | Frankreich | Patrice Lhôtellier, Lionel Plumenail, Laurent Bel                    |
| 3     | Südkorea   | Kim Young-ho, You Bong-hyung, Chung Kwang-suk, Kim Seung-pyo         |

### Degen, Einzel
| Platz | Land | Sportler       |
| ----- | ---- | -------------- |
| 1     | FRA  | Hugues Obry    |
| 2     | SWE  | Péter Vánky    |
| 3     | CUB  | Carlos Pedroso |
|       | HUN  | Attila Fekete  |

### Degen, Mannschaft
| Platz | Land       | Sportler                                                                    |
| ----- | ---------- | --------------------------------------------------------------------------- |
| 1     | Ungarn     | Krisztián Kulcsár, Iván Kovács, Géza Imre, Attila Fekete                    |
| 2     | Frankreich | Hugues Obry, Frantz Philippe, Éric Srecki, Rémy Delhomme                    |
| 3     | Russland   | Pawel Kolobkow, Alexander Jelezkich, Andrei Kolotilin, Waleri Sacharewitsch |

### Säbel, Einzel
| Platz | Land | Sportler          |
| ----- | ---- | ----------------- |
| 1     | ITA  | Luigi Tarantino   |
| 2     | ITA  | Raffaello Caserta |
| 3     | ESP  | Fernando Medina   |
|       | RUS  | Sergei Scharikow  |

### Säbel, Mannschaft
| Platz | Land       | Sportler                                                            |
| ----- | ---------- | ------------------------------------------------------------------- |
| 1     | Ungarn     | József Navarrete, Domonkos Ferjancsik, György Boros, Zsolt Nemcsik  |
| 2     | Frankreich | Damien Touya, Jean-Philippe Daurelle, Matthieu Gourdain, Gaël Touya |
| 3     | Polen      | Norbert Jaskot, Marcin Sobala, Rafał Sznajder, Dariusz Gilman       |

## Damen

### Florett, Einzel
| Platz | Land | Sportlerin        |
| ----- | ---- | ----------------- |
| 1     | GER  | Sabine Bau        |
| 2     | RUS  | Swetlana Boiko    |
| 3     | ITA  | Valentina Vezzali |
|       | ITA  | Giovanna Trillini |

### Florett, Mannschaft
| Platz | Land     | Sportlerinnen                                                               |
| ----- | -------- | --------------------------------------------------------------------------- |
| 1     | Italien  | Giovanna Trillini, Valentina Vezzali, Diana Bianchedi, Annamaria Giacometti |
| 2     | Rumänien | Roxana Scarlat, Reka Lazăr-Szabo, Laura Badea, Claudia Grigorescu           |
| 3     | Polen    | Barbara Wolnicka, Sylwia Gruchała, Anna Rybicka, Magdalena Mroczkiewicz     |

### Degen, Einzel
| Platz | Land | Sportlerin      |
| ----- | ---- | --------------- |
| 1     | FRA  | Laura Flessel   |
| 2     | GER  | Denise Holzkamp |
| 3     | HUN  | Hajnalka Tóth   |
|       | HUN  | Gyöngyi Szalay  |

### Degen, Mannschaft
| Platz | Land       | Sportlerinnen                                                            |
| ----- | ---------- | ------------------------------------------------------------------------ |
| 1     | Frankreich | Laura Flessel, Sophie Moressée-Pichot, Valérie Barlois, Sangita Tripathi |
| 2     | Kuba       | Tamara Esteri, Mirayda García Soto, Zuleidis Ortiz, Milagros Palma       |
| 3     | Ukraine    | Jewa Wybornowa, Wiktoria Titowa, Alla Mironiouk, Anna Garina             |